# Boeing 314

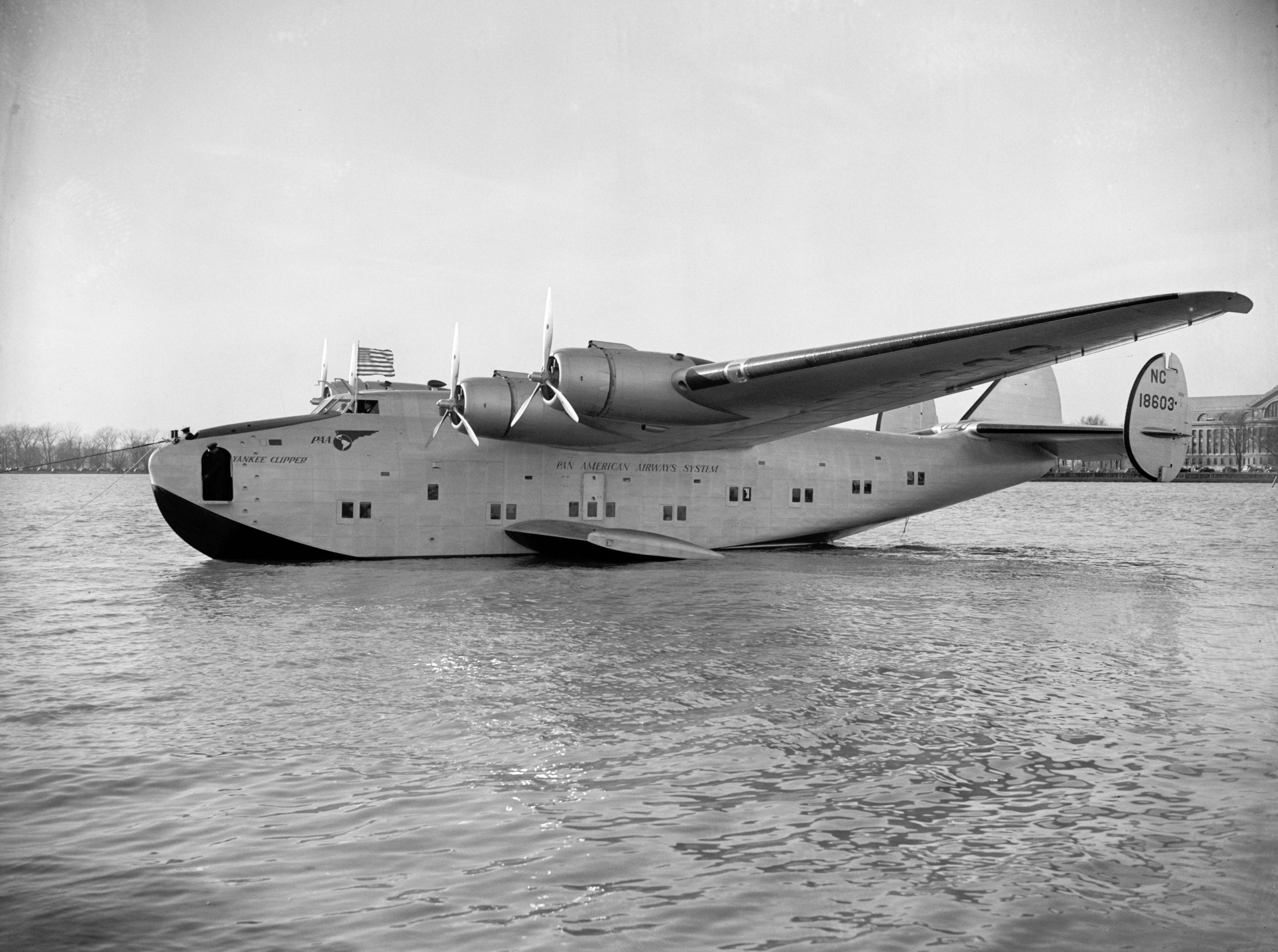
Boeing 314 Yankee Clipper, 1939

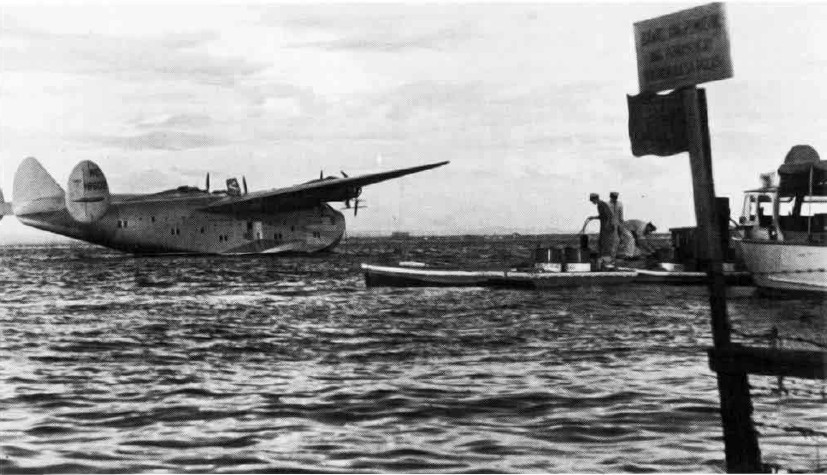
Die California Clipper in der Bucht von Manila, ca. 1940

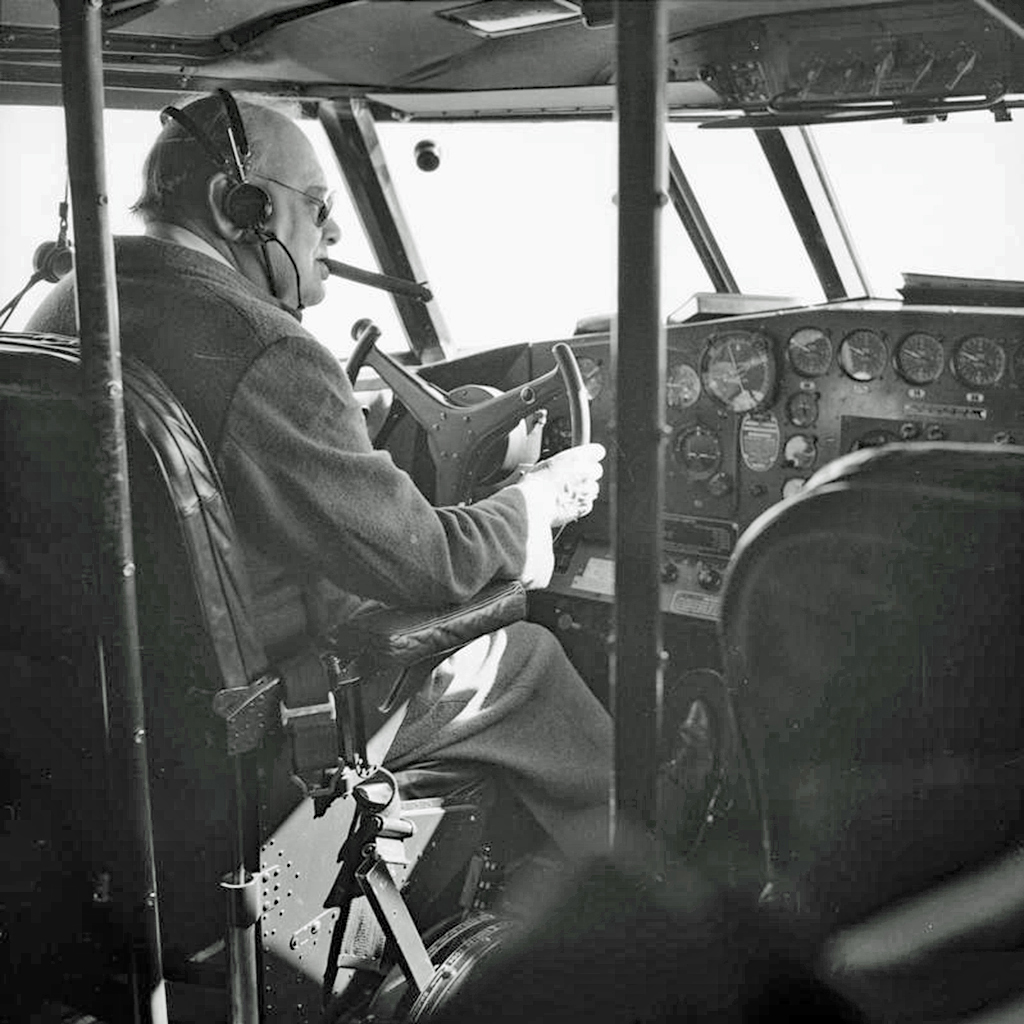
Winston Churchill auf dem Platz des Kapitäns der BOAC Boeing 314 Berwick (Luftfahrzeugkennzeichen G-AGCA), 16. Januar 1942

Dreiseitenriss

Die Boeing 314 Clipper war ein viermotoriges Flugboot großer Reichweite, das vom US-amerikanischen Hersteller Boeing von 1938 bis 1941 produziert wurde. Es war eines der größten Flugzeuge seiner Zeit. Zwölf von ihnen wurden für Pan American Airways gebaut (drei davon wurden unter dem Lend-Lease-Act der BOAC übergeben), bei der sie für Flüge über den Atlantik und den Pazifik verwendet wurden.

## Geschichte
Im Juni 1938 begann die Flugerprobung, die als Ergebnis einen Umbau des Leitwerks zur Folge hatte. Das Einfachleitwerk wurde zuerst zu einem Doppelleitwerk und schließlich zu einem Dreifachleitwerk geändert. So konnte die California Clipper (Luftfahrzeugkennzeichen NC 18602) als erste Maschine erst Ende Januar 1939 an Pan Am ausgeliefert werden. Am 29. März 1939 flog sie zum ersten Mal die Route nach Manila und Hong Kong. Der erste Atlantikflug startete am 26. März 1939 von Baltimore und führte über Horta (Azoren) und Lissabon nach Marseille. Die Yankee Clipper (NC18603) flog dann weiter nach Southampton über Foynes und über Lissabon, Horta und die Bermudas zurück nach Baltimore. Der Flug dauerte 22 Tage mit einer reinen Flugzeit von 83 h.
Die Clipper-Flotte wurde während des Zweiten Weltkrieges in den Kriegsdienst gestellt, um Personal und Ausrüstung zu den europäischen und pazifischen Fronten zu transportieren. Im Dienst der USAAF erhielten sie die Bezeichnung C-98 und die Seriennummern 42-88622, 42-88630, 42-88631, 42-88632.
Nach dem Krieg wurden mehrere Clipper an Pan Am zurückgegeben; sie waren zu diesem Zeitpunkt jedoch schon von leistungsfähigeren landgestützten Flugzeugen wie der Douglas DC-4 und der Lockheed Constellation verdrängt worden. Die 314 wurde 1946 aus dem Linienverkehr genommen und ihr Betrieb 1950 endgültig eingestellt.

## Einsätze

### Pan Am
Am 18. Mai 1939 erteilte das US Civil Aeronautics Board Pan American die Erlaubnis über zwei Atlantikrouten den Linienverkehr aufzunehmen.
Diese waren einmal die Nordroute, die von Port Washington (New York), über Shediac, Neufundland (Botwood), Foynes nach Southampton führte. Die Mittelatlantik-Route führte von Port Washington über Horta, Lissabon und Marseille nach Southampton.
Am 20. Mai begannen die regelmäßigen Flüge auf der Mittelatlantik-Route, wobei die ersten fünf Flüge nur Luftpost transportierten. Der erste Passagierflug startete auf dieser Strecke am 28. Juni. Auf der Nordroute eröffnete die Yankee Clipper den Liniendienst am 24. Juni mit einem Luftpostflug; Tankstopps wurden in Horta (Azoren) und Lissabon eingelegt. Am 8. Juli 1939 begannen die Passagierflüge auf der Nordroute.
Mit Beginn des Zweiten Weltkriegs in Europa wurde die Nordroute im Oktober 1939 eingestellt und die Mittelatlantik-Route endete danach im neutralen Lissabon. Um die im Winter schwierigen Seebedingungen bei Landungen in Horta zu vermeiden, richtete Pan Am im Februar 1941 eine neue Route über den Südatlantik ein. Diese führte von New York nach Bermuda, San Juan (Puerto Rico), Port of Spain, Belém, Natal nach Bolama in Westafrika und dann über Dakar nach Lissabon. Ab 28. April 1941 wurde wieder die direkte Mittelatlantik-Route geflogen.
Die US-Regierung kaufte am 12. August 1941 die Capetown Clipper von Pan Am. Dieser Clipper führte ab 10. November 1941 einen Streckenerkundungsflug über 20.139 Meilen durch, der nach Südamerika, über den Südatlantik, Belgisch Kongo zurück nach New York ging. Der ab 5. Dezember 1941 eingeführte regelmäßige Post- und Passagiertransport wurde alle zwei Monate durchgeführt und benötigte für den 8.008 Meilen langen Flug von Miami nach Belgisch Kongo fast sechs Tage. Die California Clipper war beim Überfall auf Pearl Harbor in Auckland auf einem der regelmäßigen Flüge nach Australien. Ein Rückweg in die USA über Pearl Harbor wurde ausgeschlossen. In Neuseeland erhielt die Crew von Robert Ford stattdessen die Order, das Flugzeug nach New York zu bringen. Der Flug führte über der Crew unbekannte Gebiete und durch viele Länder, deren Verhalten gegenüber den USA im Kriegszustand nicht bekannt war. Am Schluss des Fluges, am 6. Januar 1942, war sie das erste Passagierflugzeug, das bei einem Flug von den USA in die USA die Erde umrundet hatte.
Nach der Capetown Clipper kaufte die amerikanische Regierung am 13. Dezember 1941 auch die restlichen acht Boeing 314 an. Damit sollte der Südatlantik-Flüge bis nach Karatschi und den Fernen Osten ausgeweitet werden. Am 17. Dezember 1941 trafen die USAAF und die US Navy eine Vereinbarung, wonach die US Navy mit fünf Flugbooten die regelmäßigen Flüge über den Nordatlantik und ab San Francisco den Pazifik bediente, während die USAAF auf den erweiterten Südatlantik-Routen und bis in den Fernen Osten fliegen sollte.
In den Jahren 1942/43 führten die neun US-amerikanischen Clipper regelmäßige Hin- und Rückflüge auf den nachstehenden Strecken durch:
- New York – Bermuda – Azoren – Portugal – Irland – Anschluss zu UK (AzUK)
- New York – Neufundland – Irland – AzUK
- New York – Brasilien – West Afrika
- New York – Brasilien – West Afrika – Mittlerer Osten – Indien
- San Francisco – Honolulu (nur Honolulu Clipper)

### Special Missions
Zwischen Juli 1941 und Juni 1943 führte Pan Am 97 Spezialaufträge (Special Missions, SM) für die US-amerikanische Regierung durch. Diese Flüge waren vergleichbar mit Charterflügen. So erfolgten die weltweiten Transporteinsätze für wichtiges Personal und Güter mit jeweils kurzfristigem Vorlauf.
Am 4. Juli 1941 begannen die Special Missions mit einem Flug (SM 1) zur Unterstützung von in Gura (Eritrea) neu eingerichteten RAF-Einrichtungen zur Flugzeugwartung, wobei Pan-Am-Besatzungen eingesetzt wurden. Der mit der Atlantic Clipper durchgeführte Flug startete am North Beach Airport (New York), dem späteren La Guardia Airport, mit dem Ziel Bolama (Guinea-Bissau) über Natal und Bathurst. Im Dezember 1941 transportierten drei Clipper bei den SM 6, SM 7 und SM 8 insgesamt 4½ Tonnen Material nach Karatschi, wonach die China National Aviation Corporation den Transport fortführte. Mit den gelieferten Ersatzteilen konnten die Jagdflugzeuge des Typs Curtiss P-40 der Flying Tigers wieder einsatzbereit gemacht werden. 57 der 97 SM-Flüge führten von North Beach (New York) nach Fisherman’s Lake (Liberia) und/oder nach Lagos (Nigeria).
Im Jahre 1943 brachte Dixie Clipper US-Präsident Franklin D. Roosevelt von Miami nach Bathurst, wonach Douglas C-54 Skymaster den Weiterflug zur Casablanca-Konferenz übernahmen. Auch Winston Churchill nutzte das Flugboot mehrere Male, was dem Flugzeug während des Krieges eine größere Bekanntheit einbrachte.

### BOAC
Am 1. April 1940 nahm die neugegründete BOAC den Betrieb auf. Die 20 Empire-Class-Flugboote der Gesellschaft wurden in Pembroke Dock, Falmouth und Poole stationiert. Hauptaufgabe war die Bereitstellung von Transportkapazitäten für die RAF, ab Mai wurden auch RAF-Flugzeuge repariert und Triebwerke sowie Propeller überholt. Mit der Gründung der Atlantic Ferry Organisation und dem nachfolgenden Betrieb der Air Transport Auxiliary erhielt die BOAC einen eigenen operativen Arm.
Der BOAC-Vorgänger Imperial Airways hatte im August 1939 bereits einen regelmäßigen Passagierdienst über den Atlantik eröffnet. BOAC wurde angewiesen diesen Dienst wieder aufzunehmen. Die Flugboote Clare und Clyde wurden für die Inauguralflüge nach Montreal und New York mit Langstreckentanks ausgerüstet. Den ersten Flug führte Clare am 3. August 1940 von Poole nach Foynes zum Nachtanken und dann nach Botwood durch. Weiter führte der Flug nach Montreal und nach New York. Die Nutzlast setzte sich aus wenigen Passagieren, Post und Zeitungen zusammen. Nachdem im Februar 1940 zwei BOAC-Flugboote in Narvik bei der deutschen Invasion von Norwegen verloren gegangen waren, brachte der BOAC-Generaldirektor das Air Ministry dazu die Beschaffung US-amerikanischer Flugzeuge zu veranlassen. Dies führte zum Kauf von drei Boeing 314 von Pan American Airways zum Stückpreis von 259.250 Pfund Sterling. Die erste wurde am 22. Mai 1941 geliefert. Im Juli 1941 waren alle drei Maschinen (Bristol, G-AGBZ; Berwick, G-AGCA; Bangor, G-AGCB) im Einsatz.
Nach dem Fall von Frankreich musste BOAC die Route nach Australien ändern. Die Hufeisen-Route genannte Strecke führte nun von England nach Lissabon, Lagos in Nigeria, nach Belgisch-Kongo, nach Kisumu am Victoria-See und nach Durban als Endpunkt.

## Konstruktion
Das Flugzeug war ein in Ganzmetallbauweise ausgeführter Schulterdecker mit seitlichen Stabilisierungsschwimmern, in denen auch ein Teil des Treibstoffs untergebracht war. Der erste Prototyp hatte lediglich ein einzelnes Seitenleitwerk, das später zur Verbesserung der Seitenstabilität durch ein Doppelleitwerk ersetzt wurde. Als sich auch diese Modifikation als unzureichend erwies, sah man in der Mitte eine zusätzliche Seitenleitwerksflosse vor.
Die Pan Am Clipper wurden luxuriös gebaut, was wegen der langen Dauer des Überseefluges erforderlich war (insgesamt ca. 24 Stunden von Southampton nach New York). Die 74 Sitze konnten in 40 Kojen für Nachtreisen umfunktioniert werden. Das Flugzeug hatte einen Ess-/Aufenthaltsraum und die Mahlzeiten wurden von Köchen aus 4-Sterne-Hotels zubereitet. Männern und Frauen standen getrennte Umkleidekabinen zur Verfügung. Die Transatlantikflüge waren nur für drei Monate im Jahr 1939 in Betrieb; es war eine luxuriöse Form des Reisens für Superreiche; der Preis für den Flug von New York nach Southampton betrug 675 US-Dollar, was heute ungefähr 15.200 US-Dollar entspricht.
Die Boeing 314 „Pan Am Clipper“ kommt auch in dem Roman „Nacht über den Wassern“ des britischen Autors Ken Follett vor und wird darin sehr detailliert beschrieben.

## Technische Daten
| Kenngröße             | Daten |
| --------------------- | --- |
| Passagiere            | 74 |
| Länge                 | 32,31 m |
| Spannweite            | 46,33 m |
| Höhe                  | 8,41 m |
| Flügelfläche          | 266,34 m² |
| Flügelstreckung       | 8,1 |
| Nutzlast              | 14.621 kg |
| Leermasse             | 22.801 kg |
| max. Startmasse       | 37.422 kg |
| Reisegeschwindigkeit  | 296 km/h |
| Höchstgeschwindigkeit | 320 km/h |
| Dienstgipfelhöhe      | 4.085 m |
| Reichweite            | 5.600 km |
| Triebwerke            | vier luftgekühlte 14-Zylinder-Sternmotoren Wright GR-2600 Twin Cyclone mit je 1.600 PS (ca. 1.200 kW)                 |
| Kosten                | Eine Clipper kostete im Jahr 1937 1.000.000 US-Dollar. Inflationsbereinigt entspricht das heutigen 22 Mio. US-Dollar. |

## Verbleib
| WerkNr.    | Kennzeichen | Lieferdatum an PAN AM | Name                                                    | Verbleib |
| ---------- | ----------- | --------------------- | ------------------------------------------------------- | --- |
| Model 314  |             |                       |                                                         | |
| 1988       | NC18601     | 01.4.1939             | Honolulu Clipper                                        | an die US Navy als BuNo 48227; beschädigt bei einer Wasserung im Pazifik nach dem Ausfall von zwei Motoren, 4. November 1945; wurde anschließend von der US Navy versenkt, weil eine Bergung nicht möglich war |
| 1989       | NC18602     | 27.1.1939             | California Clipper/ Pacific Clipper/ California Clipper | an die USAAF als C-98 42-88632, 18. Dezember 1941; an die US Navy als BuNo 99084; verkauft an Universal Airways, 1946; verkauft an American International, 1948; abgewrackt, 1950 |
| 1990       | NC18603     | 27.1.1939             | Yankee Clipper                                          | an die US Navy als BuNo 48224, 1941; 22. Februar 1943 gesunken beim Versuch, auf dem Tejo (Lissabon) zu landen |
| 1991       | NC18604     | 18.3.1939             | Atlantic Clipper                                        | an die US Navy als BuNo 48225; verkauft an Universal Airways, 1946; verkauft an American International, 1947; für Ersatzteile ausgeschlachtet |
| 1992       | NC18605     | April 1939            | Dixie Clipper                                           | an die US Navy als BuNo 48226; verkauft an Universal Airways, 1946; verkauft an American International, 1948; verschrottet, 1950 |
| 1993       | NC18606     | Juni 1939             | American Clipper                                        | an die USAAF als C-98 42-88631, 18. Dezember 1941; an die US Navy als BuNo 99083; verkauft an Universal Airways, 1946; verkauft an American International, 1947; verschrottet, 1950 |
| Model 314A |             |                       |                                                         | |
| 2081       | NC18607     | 08.4.1941             |                                                         | an die BOAC als G-AGBZ Bristol geliefert, 13. April 1941; verkauft an World Airways; im Sturm gesunken in Baltimore Harbor, 1951/1952 |
| 2082       | NC18608     | 08.4.1941             |                                                         | an die BOAC als G-AGCA Berwick geliefert, 15. April 1941; verkauft an Baltimore Lumber Company, 1949; im selben Jahr abgewrackt |
| 2083       | NC18609     | Mai 1941              | Pacific Clipper/ California Clipper/ California Clipper | an die US Navy als BuNo. 48228, 4. November 1945; verkauft an Universal Airways, 1946; im Sturm zerstört (Gibraltar, 3. Februar 1947) |
| 2084       | NC18610     | Mai 1941              |                                                         | an die BOAC als G-AGCB Bangor geliefert, 15. Juni 1941; verkauft an Baltimore Lumber Company, 1950; im selben Jahr abgewrackt |
| 2085       | NC18611     | Juni 1941             | Anzac Clipper                                           | an die USAAF als C-98 42-88630, 18. Dezember 1941; an die US Navy als BuNo 99082; verkauft an Universal Airways, 1946; verkauft an American International, 1947; verschrottet, 1951 |
| 2086       | NC18612     | Juli 1941             | Capetown Clipper                                        | an die USAAF als C-98 42-88622, 18. Dezember 1941; an die US Navy als BuNo 99081; verkauft an Universal Airways, 1946; verkauft an American International als Bermuda Sky Queen, 1947; Notwasserung auf dem Atlantik wegen Treibstoffmangels, Passagiere und Besatzung von Wetterschiff aufgenommen, 8. Oktober 1947 |

Heute gibt es weltweit keine existierende Boeing 314 mehr. Das Flugbootmuseum im irischen Foynes besitzt jedoch einen Nachbau in Originalgröße.